# Rejon gwardiejski
Rejon gwardiejski (ros. Гвардейский район) – jednostka podziału administracyjnego wchodząca w skład rosyjskiego obwodu królewieckiego.
Rejon leży w centralnej części obwodu, a jego ośrodkiem administracyjnym jest miasto Gwardiejsk.